# Браслау, Софи
Софи Браслау (англ. Sophie Braslau, до 1891 года Софи Браславски; 16 августа 1888 — 22 декабря 1935) — американская оперная певица (контральто). Дебютировала в нью-йоркской труппе «Метрополитен-опера» в 1913 году в возрасте 21 года.

## Биография
Браслау родилась 16 августа 1888 года на Манхэттене (Нью-Йорк), в семье еврейских эмигрантов из России Абеля Браслау (первоначальная фамилия Браславский, 1861—1925), врача, и Лаши (Александры) Браслау (в девичестве Гудельман). Родители придерживались анархистских взглядов. В детстве обучалась игре на фортепиано. Вокальный талант певицы был обнаружен другом её семьи Артуро Баззи-Пексией, который слышал, как напевала маленькая девочка, когда играла на пианино. Сама Браслау утверждала, что к певческой карьере её подтолкнула Алма Глак, которая тогда обучалась у Баззи-Пексии. Обучалась у Артуро и других педагогов в течение трёх лет. В апреле 1913 года пробовалась в труппу нью-йоркского театра «Метрополитен-опера» и, устроившись туда, подписала контракт. Дебют в качестве оперной певицы состоялся в ноябре того же года. Первая главная роль певице выпала в 1918 году. Тогда она исполнила роль Шейньюис.
В 1920-е годы регулярно давала гастроли в США, в Канаде и странах Европы, используя репертуар, включавший в себя произведения на английском, французском, немецком и русском языках, а также на идише (сохранились грамзаписи народных песен на идише в её исполнении).
В конце 1920-х годов она фактически завершила свою оперную карьеру и выступала редко из-за слабого здоровья.
Скончалась Софи Браслау в Манхэттене 22 декабря 1935 года от рака. На похоронах в качестве одного из несущих гроб выступил Сергей Рахманинов. С траурной речью выступил музыкальный критик газеты The New York Times Олин Доунес.

## Записи
Браслау сделала ряд записей на лейблах Victor Talking Machine Company и Columbia Records, вместе со своим давним аккомпаниатором Луизой Блоч. Некоторые из этих записей были изданы в форматах LP и CD. Также певица сотрудничала с Джорджем Гершвином, вместе с которым записала песню The Man I Love на лейбле Columbia.

## Комментарии
1. ↑  В некоторых источниках, годом рождения указывается 1892.